# Peter Tompkins
Peter Tompkins (Athens, 29 aprile 1919 – Shepherdstown, 24 gennaio 2007) è stato un agente segreto, saggista, scrittore ed esoterista statunitense.

Roma, 1944, Peter Tompkins con una valigia piena di documenti segreti e la pistola personale

Agente dell'OSS, ebbe un ruolo di particolare importanza durante l'occupazione nazista dell'Italia. Lasciato lo spionaggio, ha scritto saggi sulla Seconda guerra mondiale, il fascismo, l'occultismo, i misteri dell'archeologia.

## La giovinezza in Italia e l'ingresso nei servizi segreti statunitensi
Figlio di una pittrice, Molly, e di uno scultore, Laurence, appartenenti a una facoltosa famiglia della Georgia, Peter Tompkins soggiornò ripetutamente a Roma, dove apprese la lingua italiana, frequentando fin dall'infanzia l'alta borghesia e l'aristocrazia romane, fra cui il principe Camillo Caetani. Negli anni venti, durante le vacanze estive in Versilia, strinse rapporti di amicizia con i figli di Carlo Sforza, oppositore del fascismo.
Nel 1941, ben conscio dell'inevitabilità della guerra fra gli Stati Uniti e l'Asse, abbandonò definitivamente l'Italia. Rientrato negli Stati Uniti, divenne corrispondente del New York Herald Tribune e, successivamente, decise di entrare nell'OSS, chiedendo e ottenendo di essere inviato in Italia. Raccontò poi nei suoi libri:

## L'azione dell'OSS in Italia
L'OSS, poi divenuto CIA, nacque grazie a Roosevelt, che ne aveva appoggiato e permesso la nascita su indicazione di William J. Donovan, suo amico personale. Prima di allora gli USA, al contrario del Regno Unito, non avevano un servizio di spionaggio e controspionaggio adeguato.
L'OSS ebbe compiti sia di spionaggio che di sabotaggio; aveva inoltre funzioni di appoggio alle forze partigiane mediante l'invio di denaro e armi, oltre all'individuazione di obbiettivi nemici da distruggere. L'organismo collaborava con i partigiani in tutte le attività connesse con la Resistenza fin dall'autunno del 1943. Altro compito dell'OSS fu quello di stabilire contatti con le forze politiche organizzatrici della lotta partigiana.

### Il tentativo di formazione di un organismo autonomo
Giunto in Italia dopo l'8 settembre, Tompkins aveva in mente di creare una rete di italiani di provata fede antifascista, con caratteristiche simili all'OSS ma del tutto indipendente dall'esercito di Pietro Badoglio. A tal fine si incontrò a Capri con Raimondo Craveri e Benedetto Croce, leader liberale antifascista e suocero di Craveri. Craveri vantava un certo credito presso gli Alleati, in quanto appoggiato dal prestigioso suocero, perciò Tompkins organizzò con lui la formazione partigiana denominata Organizzazione Resistenza Italiana (ORI). Tale organizzazione, dotata di un proprio organismo militare a comando americano, avrebbe dovuto interagire strettamente con le forze partigiane. I tre decisero di contattare il generale Pavone, ma Badoglio fu informato e non accettò l'operazione (anche su suggerimento di Ugo La Malfa). Tompkins pur con l'appoggio di Donovan, non riuscì a coinvolgere direttamente l'OSS nell'operazione. Era infatti inviso a molti per le critiche che spesso aveva rivolto all'organizzazione e per la propria efficienza e rettitudine nel lavoro. Craveri e Tompkins dovettero pertanto accontentarsi dell'ORI, formata da volontari italiani in grado di operare anche autonomamente ma sempre sotto controllo OSS, con comandi talvolta autonomi o inseriti in missioni statunitensi. Badoglio era contrario, perché timoroso che successivamente l'ORI avrebbe potuto avere un forte peso politico. La mira di Badoglio era infatti che "a bocce ferme" si sminuisse l'importanza delle forze partigiane, facendole passare per un semplice fenomeno locale, scarsamente efficiente ed efficace.

## Una spia statunitense nella Roma occupata
Particolarmente importante fu il supporto fornito da Tompkins a Roma nel periodo immediatamente successivo allo sbarco alleato ad Anzio e sino alla Liberazione. Lasciata Capri, Tompkins raggiunse le coste laziali tra l'Argentario e Civitavecchia provenendo dalla Corsica, poi proseguì clandestinamente per Roma per svolgere il suo ruolo di agente segreto. Arrivò in città il 21 gennaio 1944, poche ore prima che scattasse l'operazione Shingle (nome in codice dello sbarco ad Anzio). Nella capitale Tompkins dovette guardarsi da spie e doppiogiochisti, che in quel periodo non mancavano.
Nonostante le oggettive difficoltà, Tompkins riuscì a stringere rapporti con i capi della resistenza romana, incontrandosi più di una volta con il comunista Giorgio Amendola, il socialista Giuliano Vassalli e l'esponente del Partito d'azione Riccardo Bauer. Svolse la sua attività soprattutto con la collaborazione dell'organizzazione militare partigiana socialista, avvalendosi del futuro ambasciatore Francesco Malfatti di Montetretto e del tenente Maurizio Giglio. Grazie a Malfatti fu possibile costituire una rete informativa segreta per la raccolta di informazioni, formata da una sessantina di uomini che sorvegliavano costantemente i movimenti delle truppe tedesche in entrata e in uscita da Roma sulle vie consolari. Malfatti riuscì anche a ottenere notizie da militari austriaci, figli di socialisti uccisi dai nazisti, sugli spostamenti delle truppe tedesche; infine, entrò anche in confidenza con il sergente Frühling, in servizio nel carcere di via Tasso. Ciò permise a Tompkins, con la collaborazione del tenente Giglio e degli operatori di "Radio Vittoria", di tenere costantemente informato il contingente anglo-americano della testa di ponte di Anzio con notizie affidabili.
Giglio già in precedenza, a Benevento, aveva preso contatti con l'OSS ed era tornato clandestinamente a Roma in qualità di agente segreto, col nome di battaglia "Cervo". La sua attività principale era quella di sorvegliare le stazioni e le strade, segnalando i movimenti tedeschi verso i fronti di Cassino e di Anzio. A Roma si era arruolato come tenente degli agenti della polizia a cavallo e aveva anche lì creato una rete di informatori, soprattutto all'interno dello squadrone di circa quattrocento agenti, di cui era il comandante.
Tompkins munì l'apparecchiatura di Giglio con i cristalli rice-trasmittenti che si era portato clandestinamente da Napoli; ciò permise di comunicare le informazioni raccolte direttamente ai comandi alleati. Il merito del salvataggio del contingente alleato ad Anzio è dovuto anche alle informazioni fornite da Radio Vittoria; in particolare, l'esistenza di un falso attacco tedesco, da attuarsi il 16 febbraio 1944 presso Cisterna soltanto a scopo diversivo, in quanto quello principale sarebbe stato effettuato due giorni dopo sul fianco occidentale della testa di ponte alleata. L'informazione permise agli anglo-americani di non farsi trovare impreparati. Tramite Giglio, inoltre, Tompkins acquisì anche il rapporto particolareggiato della questura di Roma su tutti gli edifici romani (alberghi, cliniche, caserme ecc.) occupati da truppe tedesche.
Purtroppo il tenente Giglio, a seguito di una delazione, fu catturato dagli agenti della Banda Koch e poi trucidato alle Fosse Ardeatine il 24 marzo 1944. Altri 14 collaboratori di Tompkins furono trucidati alle Fosse Ardeatine (Italo e Spartaco Pula, Everardo Luzzi, Aldo Ercole, Domenico Ricci, Arturo D'Aspro, Alfredo e Adolfo Sansolini, Giovanni Salvatori, Gastone Gori, Sestilio Ninci, Goffredo Romagnoli, Giuseppe Lo Presti e Gaetano Butera); in precedenza (31 gennaio), aveva perso la vita il partigiano Paolo Renzi. Ciò mise in seria difficoltà l'organizzazione posta in essere da Tompkins che, tuttavia, tentò di ricostituire una rete spionistica, oltre che con Malfatti, anche mediante il tenente altoatesino Ottorino Borin, distaccato prima presso il Comando della Città Aperta di Roma, poi presso il quartier generale di Kesselring, sul Monte Soratte. Un altro importante canale di informazioni fu costituito grazie ai contatti con un gruppo di tre agenti e due operatori radio, guidati da Arrigo Paladini (nome in codice: "Eugenio"), inviati a Roma dalla V armata statunitense.
Per la maggior parte della sua missione, Tompkins si nascose in una stanza segreta, ricavata all'interno dell'antico Palazzo Lovatelli, nell'omonima piazza di Roma. Da esso uscì definitivamente soltanto il giorno della liberazione. Purtroppo, subito dopo il ritiro tedesco, altri suoi collaboratori, già prigionieri nel carcere di via Tasso, furono fucilati presso La Storta (Edmondo Di Pillo, Alberto Pennacchi, Libero De Angelis, Gastone Gori e l'architetto polacco Frejdrik Borian).

## Peter Tompkins opinionista e scrittore
Nel dopoguerra si dedicò principalmente all'attività di opinionista e scrittore. In due libri autobiografici, “A Spy in Rome” (1962) e “Italy Betrayed” (1966), Tompkins narrò la formazione dell'organismo OSS e gli episodi delle prime operazioni, sottolineando le difficoltà incontrate con i responsabili dell'organizzazione e accusandoli di malafede ed incapacità. Secondo Tompkins, infatti, questi ultimi non intuirono l'importanza di una struttura unitaria come il CLN, per impedire la trasformazione della Resistenza ai nazifascisti in una lotta intestina fra gli antifascisti stessi; tale intuizione si rivelò non priva di fondamento e verrà pagata dall'agente dopo il conflitto, al momento della trasformazione dell'OSS in CIA, allorché si tentò di negargli i riconoscimenti che meritava per la propria azione di infiltrato e sabotatore.
Tompkins confermò tale opinione anche successivamente in un convegno a Venezia, accusando l'OSS di aver combattuto da una parte il regime nazifascista e dall'altra salvato i fascisti della Xª Flottiglia MAS agli ordini di Junio Valerio Borghese e il comandante delle SS Karl Wolff, oltre ad altri nazisti. Tompkins stesso era convinto che vi fossero infiltrati fascisti all'interno dell'OSS; in una delle sue ultime apparizioni pubbliche in occasione delle celebrazioni per la liberazione di Roma (4 giugno 2006), lo scrittore e agente americano tenne a precisare che la missione dell'OSS, che comandava durante l'occupazione nazifascista della città eterna, non sarebbe stata possibile senza la collaborazione di donne e uomini della Resistenza italiana.

### Peter Tompkins storico del fascismo
Tompkins poté visionare una copia microfilmata dell'archivio segreto di Mussolini, esistente nei National Archives di Washington, oltre ad altri documenti segreti. L'esame di tale documentazione lo portò a sostenere alcune tesi originali, ma non del tutto prive di fondamento storico, che rappresentò nel volume “Dalle carte segrete del Duce”, (2001).
In particolare:
- Tompkins sottolinea il sostegno fondamentale fornito dalla massoneria, ed in particolare dalla comunione massonica di Piazza del Gesù, alla presa del potere da parte di Mussolini. Lo scrittore statunitense rileva infatti che la sala convegni di piazza San Sepolcro a Milano, ove il 23 marzo 1919 furono fondati i Fasci di Combattimento, era stata messa a disposizione di Mussolini dal massone ebreo Cesare Goldmann[17]; inoltre il quotidiano Il Popolo d'Italia fu aperto grazie ai finanziamenti acquisiti dal faccendiere massone Filippo Naldi[18]. Tutti e quattro i “quadrumviri” della Marcia su Roma (Italo Balbo, Michele Bianchi, Cesare Maria De Vecchi e Emilio De Bono) appartenevano alla comunione massonica di Piazza del Gesù[19]; alla stessa comunione appartenevano anche altri importanti gerarchi, quali Roberto Farinacci, Cesare Rossi, Giacomo Acerbo e Giovanni Marinelli[20]. Tompkins ha appurato anche che 72 ore prima della Marcia su Roma, alla Stazione Termini, Mussolini si incontrò con Raoul Palermi, gran maestro della massoneria di Piazza del Gesù, il quale si sarebbe messo a piena disposizione del futuro capo del governo[21], impegnandosi ad influire sullo stesso Vittorio Emanuele III, che Tompkins definisce “massone segreto della loggia di Piazza del Gesù”[22].
- Tompkins aderisce alla tesi di Mauro Canali[23], secondo cui Giacomo Matteotti sarebbe stato assassinato, oltre che per l'incisiva denuncia delle irregolarità e delle violenze compiute dai fascisti nelle elezioni politiche del 1924, anche perché in possesso di documenti attestanti le tangenti versate dalla compagnia petrolifera Sinclair Oil ai ministri Gabriello Carnazza e Orso Maria Corbino, entrambi massoni di Piazza del Gesù, e allo stesso Benito Mussolini[24]. L'omicidio fu eseguito da una banda segreta (“Ceka”), appositamente creata da Mussolini stesso per “punire” gli oppositori al fascismo ed alle sue dirette dipendenze; la missione fu affidata ad Amerigo Dumini e ad altri “fedelissimi”, tramite il capo della Polizia Emilio De Bono[25]. Dumini in seguito redasse un memoriale dei fatti in più copie e mise sotto ricatto Mussolini, il quale, almeno sino al 1942, gli avrebbe versato somme per alcuni milioni di lire[26]. Il delitto avrebbe avuto il tacito appoggio di Vittorio Emanuele III, anch'esso coinvolto nel caso della Sinclair, in quanto azionista[27]; per tale motivo il re si sarebbe rifiutato di sostituire il capo del governo, nonostante le prove fornitegli da Ivanoe Bonomi del diretto coinvolgimento di Mussolini nel delitto[28].
- Anche per quanto riguarda gli eventi del 25 luglio 1943, relativi alla messa in minoranza di Mussolini nel Gran Consiglio del fascismo e il suo successivo arresto, il vincolo massonico che legava ancora dodici dei diciannove consiglieri contrari a Mussolini[29] – secondo Tompkins – sarebbe stato determinante: non a caso la vicenda si concluse con il conferimento dell'incarico di capo del governo al “massone non dichiarato” Pietro Badoglio[22] da parte del “massone segreto” Vittorio Emanuele III.
- Per quanto riguarda l'uccisione di Mussolini, Tompkins attesta almeno due contatti avvenuti al confine svizzero tra il duce ed emissari britannici, intorno al 1944-45[30]; né dubita dell'esistenza di un carteggio Churchill-Mussolini che il capo del fascismo avrebbe avuto con sé al momento della sua cattura, il 27 aprile 1945[31]. Alla luce di ciò, Tompkins ritiene certo che un Mussolini vivo (e una Petacci viva, essendo quest'ultima al corrente di tutto) ed il carteggio in mani non britanniche, sarebbe stato, per il Primo Ministro inglese, un pericolo da evitare assolutamente. Di conseguenza Tompkins sposa la tesi della cosiddetta “pista inglese” sulla morte di Mussolini e di Claretta Petacci, e cioè la loro esecuzione da parte di un “commando” guidato da un agente segreto britannico. La "versione ufficiale" della fucilazione dei due effettuata dai partigiani – secondo Tompkins - sarebbe stata architettata dall'esponente comunista Luigi Longo, giunto sul posto subito dopo la duplice uccisione, il quale avrebbe anche legato al segreto per cinquant'anni tutti i presenti sul luogo[32]. Nell'immediato dopoguerra, Churchill e i servizi segreti britannici si sarebbero dati da fare per recuperare tutte le copie del carteggio citato[33].

## Altre pubblicazioni di Peter Tompkins
Tompkins ha scritto anche altri libri sulla seconda guerra mondiale (The Murder of Admiral Darlan), sulla CIA (La CIA in Guatemala. Orrori di un genocidio), l'archeologia misteriosa (Secrets of the Great Pyramid; The secret of Atlantis; The Magic of Obelisks; Mysteries of the Mexican Pyramids), sull'occultismo (The secret life of plants, The secret life of Nature).

## Opere
- Peter Tompkins, To a young actress. Letters of Bernard Shaw to Molly Tompkins (1921-1949), London, Constable, 1960.
- Peter Tompkins, Shaw and Molly Tompkins in Their Own Words, London, Anthony Blond, 1961.
- Peter Tompkins, A Spy in Rome, London, Weidenfeld and Nicolson, 1962.
- Peter Tompkins, The Eunuch and the Virgin, a Study of Curious Customs, 1963.
- Peter Tompkins, The Murder of Admiral Darlan. A Study in Conspiracy, New York, Simon & Schuster, 1965.
- Peter Tompkins, La meurtre de l'Amiral Darlan. Le secret des deux conspirations, Paris, A. Michel, 1966.
- Peter Tompkins, Italy Betrayed, New York, Simon & Schuster, 1966.
- Peter Tompkins, Livio Catullo Stecchini, Secrets of the Great Pyramid, Edison, NJ, BBS Publishing Corporation, 1971.
- Peter Tompkins, Christopher Bird, Le piante sanno pensare, in : L'Europeo, Milano, 16 marzo 1972.
- Peter Tompkins, Christopher Bird, The Secret Life of Plants, New York, Harper & Row, 1973.
- Peter Tompkins, Cheops. Die Geheimnisse der Grossen Pyramide, Bern und Munchen, Gondrom, 1973.
- Peter Tompkins, Bird Christopher, La vita segreta delle piante, Milano, SugarCo, 1975.
- Peter Tompkins, Fred Bradley, Otto Muck[34], The secret of Atlantis, 1976.
- Peter Tompkins, The Magic of Obelisks, New York, Harper & Row, 1981.
- Peter Tompkins, Mysteries of the Mexican Pyramids, 1987.
- Peter Tompkins, Christopher Bird, Secrets of the Soil. New Solutions for Restoring our Planet, London, Viking Arkana, 1991.
- Peter Tompkins, L'altra Resistenza. La liberazione raccontata da un protagonista dietro le linee, Milano, Rizzoli, 1995.
- Peter Tompkins, Christopher Bird, The Secret Life of Nature (PDF), Scranton, HarperCollins, 1997.
- Peter Tompkins, M. Luisa Forenza, La CIA in Guatemala. Orrori di un genocidio, Odradek Edizioni, 2000.
- Peter Tompkins, La magia degli obelischi, Milano, Marco Tropea, 2001.
- Peter Tompkins, Dalle carte segrete del Duce. Momenti e protagonisti dell'Italia fascista nei National Archives di Washington, Milano, Marco Tropea, 2001.
- Peter Tompkins, Una spia a Roma, Milano, Il Saggiatore, 2002.
- Peter Tompkins, La vita segreta della natura, a cura di M. Luisa Forenza, Roma, Edizioni Mediterranee, 2009.